# Крикийт
Крѝкийт (на английски: Criccieth, изговаря се по-близко до Крѝккийт; на уелски: Cricieth, Крѝкет, изговаря се по-близко до Крѝкйет) е малък град в Северозападен Уелс, графство Гуинед. Разположен е в залива Тремадог Бей, който е част от залива Кардиган Бей на около 100 km югозападно от английския град Ливърпул. На около 20 km на север от Крикийт е главният административен център на графството Карнарвън. Има жп гара и малко пристанище. Морски курорт. Архитектурна забележителност на града е замъка Крикийт Касъл, построен през 13 век. Населението му е 1826 жители според данни от преброяването през 2001 г.